# Discografia de FKA Twigs
Tahliah Debrett Barnett, mais conhecida como FKA twigs, é uma cantora, compositora e produtora britânica, nascida em Gloucestershire e atualmente com sede em Londres. FKA twigs lançou dois  extended play intitulados EP1 e EP2, um single promocional, doze vídeos musicais e três singles pertencentes ao seu álbum de estreia, LP1, que foi lançado em agosto de 2014 e recebeu  aclamação da crítica, consagrando-o como um dos melhores álbuns de 2014.

## Discografia

### Extended plays
| Título                                                                               | Detalhes                                                               | Posições | Posições |
| Título                                                                               | Detalhes                                                               | US Dance | US Heat. |
| ------------------------------------------------------------------------------------ | ---------------------------------------------------------------------- | -------- | -------- |
| EP1                                                                                  | - Lançamento: 04 de dezembro de 2012 - Etiqueta: Gravação independente | —        | —        |
| EP2                                                                                  | - Lançamento: 17 de setembro de 2013 - Gravadora: Young Turks          | 5        | 13       |
| M3LL155X                                                                             | - Lançamento: 14 de agosto de 2015 - Gravadora: Young Turks            | 2        | —        |
| "—" indica uma gravação que não entrou na lista ou não foi lançado neste território. |                                                                        |          |          |

### Álbuns de estúdio
| Título    | Detalhes                                                                                          | Posição na parada musical | Posição na parada musical | Posição na parada musical | Posição na parada musical | Posição na parada musical | Posição na parada musical | Posição na parada musical | Posição na parada musical | Posição na parada musical | Posição na parada musical | Vendas                    |
| Título    | Detalhes                                                                                          | UK                        | AUS                       | AUT                       | BEL (FL)                  | FRA                       | GER                       | IRE                       | NL                        | NZ                        | US                        | Vendas                    |
| --------- | ------------------------------------------------------------------------------------------------- | ------------------------- | ------------------------- | ------------------------- | ------------------------- | ------------------------- | ------------------------- | ------------------------- | ------------------------- | ------------------------- | ------------------------- | ------------------------- |
| LP1       | - Lançamento: 6 de agosto de 2014 - Gravadora: Young Turks - Formatos: CD, LP, download digital   | 16                        | 30                        | 42                        | 16                        | 94                        | 50                        | 33                        | 60                        | 38                        | 30                        | - UK: 12,750 - US: 77,000 |
| MAGDALENE | - Lançamento: 8 de novembro de 2019 - Gravadora: Young Turks - Formatos: CD, LP, download digital |                           |                           |                           |                           |                           |                           |                           |                           |                           |                           |                           |
| EUSEXUA   | - Lançamento: 24 de janeiro de 2025 - Gravadora: Young Turks - Formatos: CD, LP, download digital |                           |                           |                           |                           |                           |                           |                           |                           |                           |                           |                           |

### Mixtapes
| CAPRISONGS | - Lançamento: 14 de janeiro de 2022 - Gravadora: Young Turks | — | — |

### Singles promocionais
| Título     | Ano  | Álbum |
| ---------- | ---- | ----- |
| "Water Me" | 2013 | EP2   |

## Vídeos musicais
| Título         | Ano  | Diretor(es)              | Ref.   |
| -------------- | ---- | ------------------------ | ------ |
| "Hide"         | 2012 | Grace Ladoja e FKA twigs | [ 17 ] |
| "Ache"         | 2012 | Grace Ladoja e FKA twigs | [ 18 ] |
| "Breathe"      | 2012 | Grace Ladoja e FKA twigs | [ 19 ] |
| "Weak Spot"    | 2012 | Grace Ladoja e FKA twigs | [ 19 ] |
| "How's That"   | 2013 | Jesse Kanda              | [ 20 ] |
| "Water Me"     | 2013 | Jesse Kanda              | [ 21 ] |
| "Papi Pacify"  | 2013 | Tom Beard e FKA twigs    | [ 22 ] |
| "FKA x inc."   | 2014 | Nick Walker e FKA twigs  | [ 23 ] |
| "tw-Ache"      | 2014 | Tom Beard e FKA twigs    | [ 24 ] |
| "Two Weeks"    | 2014 | Nabil                    | [ 25 ] |
| "Video Girl"   | 2014 | Kahlil Joseph            | [ 26 ] |
| "Pendulum"     | 2015 | FKA twigs                | [ 27 ] |
| "Good To Love" | 2016 | FKA twigs e Imma         | [ 28 ] |
| "Cellophane"   | 2019 | Andrew Thomas Huang      | [ 29 ] |